# Ermita de San Rafael (Teguise)
La ermita de San Rafael, ubicada en la montaña de San Rafael de la Villa de San Miguel Arcángel de Teguise, isla de Lanzarote (Canarias, España) fue fundada alrededor de 1418 por Maciot de Bethencourt. Tiene su existencia documentada desde 1674, ignorándose su fecha de construcción.

## Arquitectura
Situada sobre la loma de San Rafael, la ermita se encuentra aislada, hecho que incide en su aspecto de unidad enmarcada en un espacio significativo, garantizando su configuración propia de las ermitas.
El inmueble posee una composición arquitectónica similar a la estructura de otras ermitas de la isla, como son los dos contrafuertes que ajustan los paramentos laterales, cuyos contrarrestos compiten con una barbacana, sin remate almenado, en forma de "L", ubicada en la fachada y adosada a ella por el lateral del Evangelio.
En el espacio situado entre la barbacana y el contrafuerte del lado de la Epístola, se encuentra un poyo interrumpido por el vano de la entrada, único acceso que presenta el inmueble, fabricado con un arco de medio punto. Sobre la vertical de la clave de la fachada se encuentra un óculo de fabricación sencilla.
Es un inmueble de una sola nave cuyos cimientos y paredes se han construido con piedras y barro, con la techumbre fabricada con madera y tejas. La fachada principal presenta una puerta de acceso, un óculo central y una cruz de madera. A su vez, la portada está encuadrada por un arco de medio punto, de mampostería y una puerta de dos batientes, de casetones.
Los laterales presentan ambos contrafuertes, a la vez que en el derecho se conserva la sacristía y una espadaña que presenta un único vano con arco de medio punto rematado con puntas de diamante. Se trata de una solución singular probablemente explicada por su orientación con respecto a la población de Teguise.
El interior de la sacristía se diferencia del resto del templo, tal y como sucede en la parte exterior, presentando una cubierta adintelada de torta y ripiaje de madera.
El pavimento del buque de la nave está formado por losetas de cantería, encontrándose en el presbiterio mosaicos de barro antiguos. En el exterior del inmueble se prolonga un pavimento empedrado cogido con barro. Asimismo, en el acceso posee un escalón de piedra basáltica.
El techo que posee el templo es de artesanado de par e hilera con almizate sin decorar, con cubierta de tejas a dos aguas, que se detiene sobre un cuerpo prismático de menor altura agregado al presbiterio con cubierta de torta.